# 路德维希·德弗里恩特

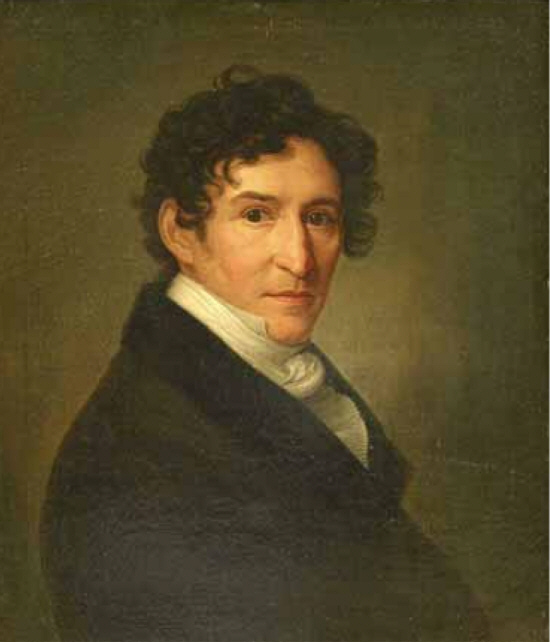
路德维希·德弗里恩特

路德维希·德弗里恩特（Ludwig Devrient，1784年12月15日—1832年12月30日）是一位德意志演员，以出演威廉·莎士比亚和弗里德里希·席勒的作品而闻名。
德弗里恩特生于柏林，1804年後从事演艺事业。他后来加入了一个剧团，又在格拉首次登台表演，出演席勒的《墨西拿的新娘》中的信差。由于受伯爵海因里希·冯·布吕尔喜爱，德弗里恩特又在鲁多尔施塔特登台表演，出演席勒的《强盗》中的弗朗茨·摩尔（Franz Moor）。他後來被德绍公爵剧院永久聘用，在那里一直工作至1809年。他后来又被叫到了弗罗茨瓦夫，在那里呆了6年。由于德弗里恩特出演多部莎士比亚剧作的主人公都非常成功，当时的名角奥古斯特·威廉·伊夫兰开始担忧德弗里恩特的名声盖过自己；但伊夫兰还是推荐德弗里恩特为自己的唯一后继者。伊夫兰死后，德弗里恩特又來到柏林呆了15年。1832年12月，他在柏林去世。